# Gorkha (Distrikt)
Der Distrikt Gorkha (Nepali गोर्खा जिल्ला) ist einer der 77 Distrikte in Nepal.
Er liegt mit seinem Hauptort Gorkha in der Verwaltungszone Gandaki. Es ist das Gebiet des früheren Fürstentums Gorkha, das auch Namensgeber für die berühmten Gurkha-Soldaten wurde. Im Distrikt befindet sich der beim Erdbeben 2015 zerstörte Manakamana-Tempel. Das Epizentrum des Erdbebens lag 18 km nordnordöstlich von der Stadt Gorkha bei Barpak.

## Geografie
Der 3610 km² große Distrikt liegt im Zentralhimalaya direkt an der chinesischen Grenze im Zentrum von Nepal. Seine benachbarten Distrikte sind: Lamjung, Manang, Tanahu, Dhading und Chitwan. Vier große Flüsse laufen in und entlang des Distriktes: Chepe, Daraudi, Marsyangdi und Budhigandaki. In den nördlichen Bergregionen des Distrikts befindet sich das große Annapurna Naturschutzgebiet. Der höchste Gipfel im Distrikt Gorkha ist der Manaslu mit 8163 m, was ihn zum achthöchsten Berg der Erde macht. Weitere hohe Berge in Gorkha sind der Himal Chuli (7893 m) und der Ngadi Chuli (7871 m).

## Geschichte
Der Distrikt entspricht mehr oder weniger dem alten Fürstentum Gorkha, von dem im 18. Jahrhundert die Einigung Nepals ausging und nach dem das Königreich Gorkha benannt wurde. Der Ort Gorkha war Heimat der Shah-Dynastie; ihr Palast thront noch heute hoch über der Stadt. König Prithvi Narayan Shah eroberte 1768 das Kathmandutal und bestieg den Thron des neuen Königreiches. Erst in den 1930er Jahren wurde es in Nepal umbenannt. Die Stadt Ghorka ist ein beliebtes Touristenziel.

## Bevölkerung
Gemäß der Volkszählung hatte der Distrikt im Jahr 2011 271.000 Einwohner und eine Bevölkerungsdichte von 75 Personen/km². Die größte ethnische Gruppe in diesem Bezirk sind die Gurkha, es leben aber auch Gurung und Tamang in Gorkha.

## Verwaltungsgliederung
Städte (Munizipalitäten) im Distrikt Gorkha:
- Gorkha
- Palungtar

Village Development Committees (VDCs) im Distrikt Gorkha:
- Aaru Arbang
- Aaru Chanuate
- Aarupokhari
- Asrang
- Baguwa
- Bakrang
- Barpak
- Bhumlichok
- Bihi
- Borlang
- Bunkot
- Chhaikampar
- Chhoprak
- Chumchet
- Darbhung
- Deurali
- Dhawa
- Dhuwakot
- Fujel
- Gakhu
- Ghairung
- Ghyachok
- Ghyalchok
- Gumda
- Hansapur
- Harmi
- Jaubari
- Kashigaun
- Kerabari
- Kerauja
- Kharibot
- Khoplang
- Laprak
- Lapu
- Lho
- Makaising
- Manakamana
- Manbu
- Masel
- Mirkot
- Muchhok
- Namjung
- Panchkhuwadeurali
- Pandrung
- Prok
- Samagaun
- Saurpani
- Shrinathkot
- Simjung
- Sirdibas
- Swara
- Taklung
- Takukot
- Takumajhalakuribot
- Tandrang
- Tanglichok
- Taple
- Thalajung
- Thumi
- Uiya

## Bilder

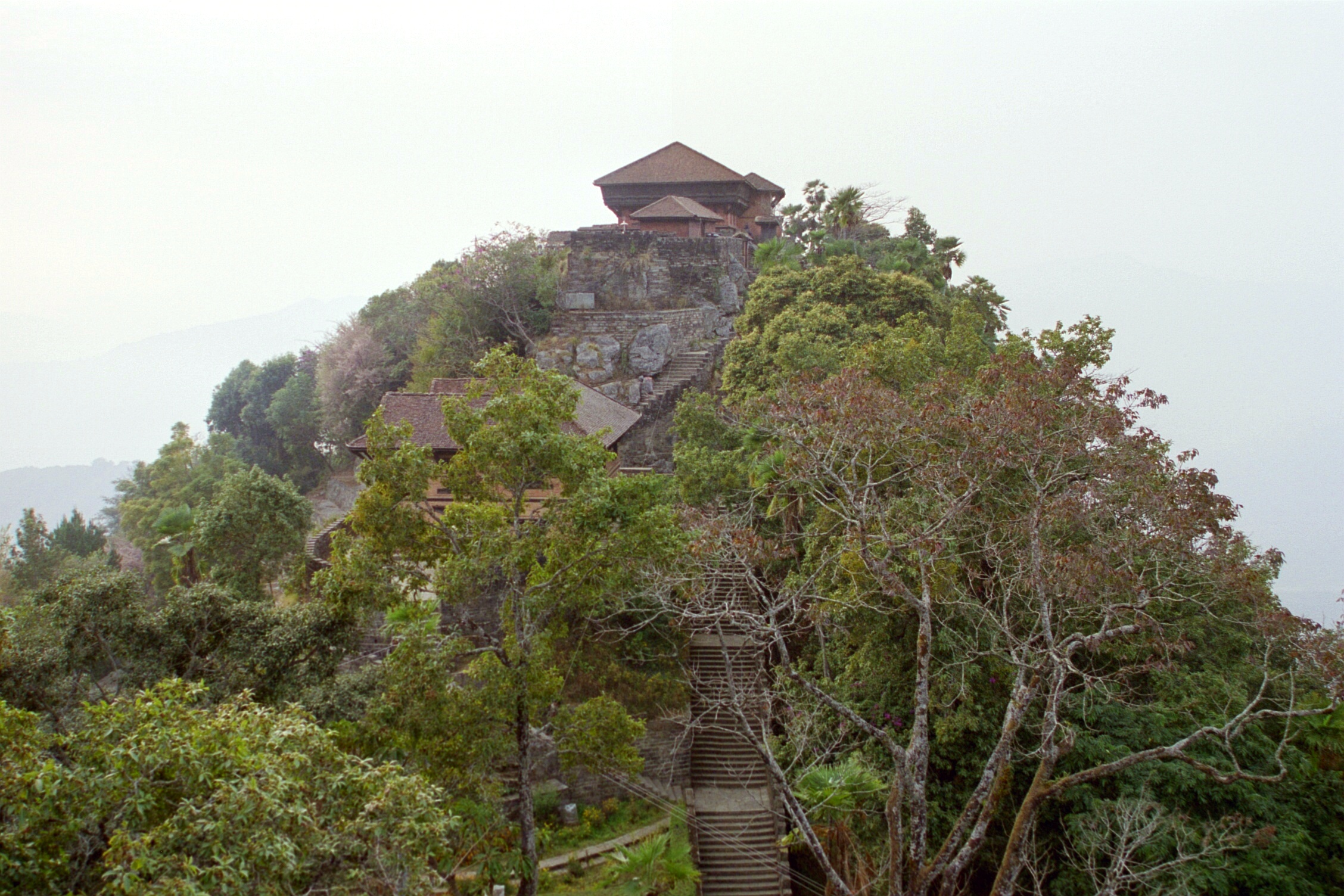
Königspalast in Gorkha
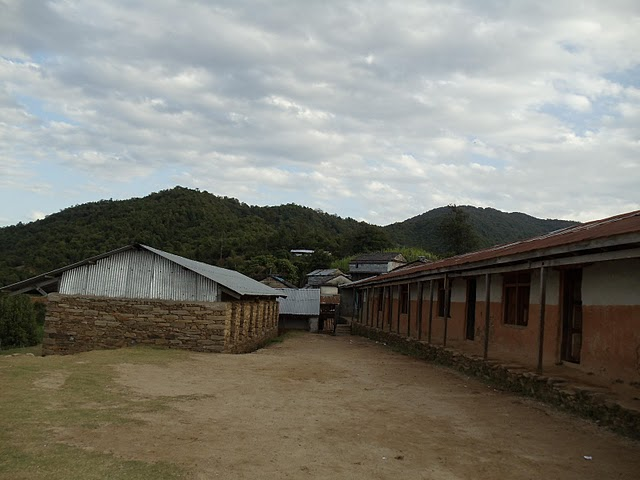
Das Dorf Chipleti
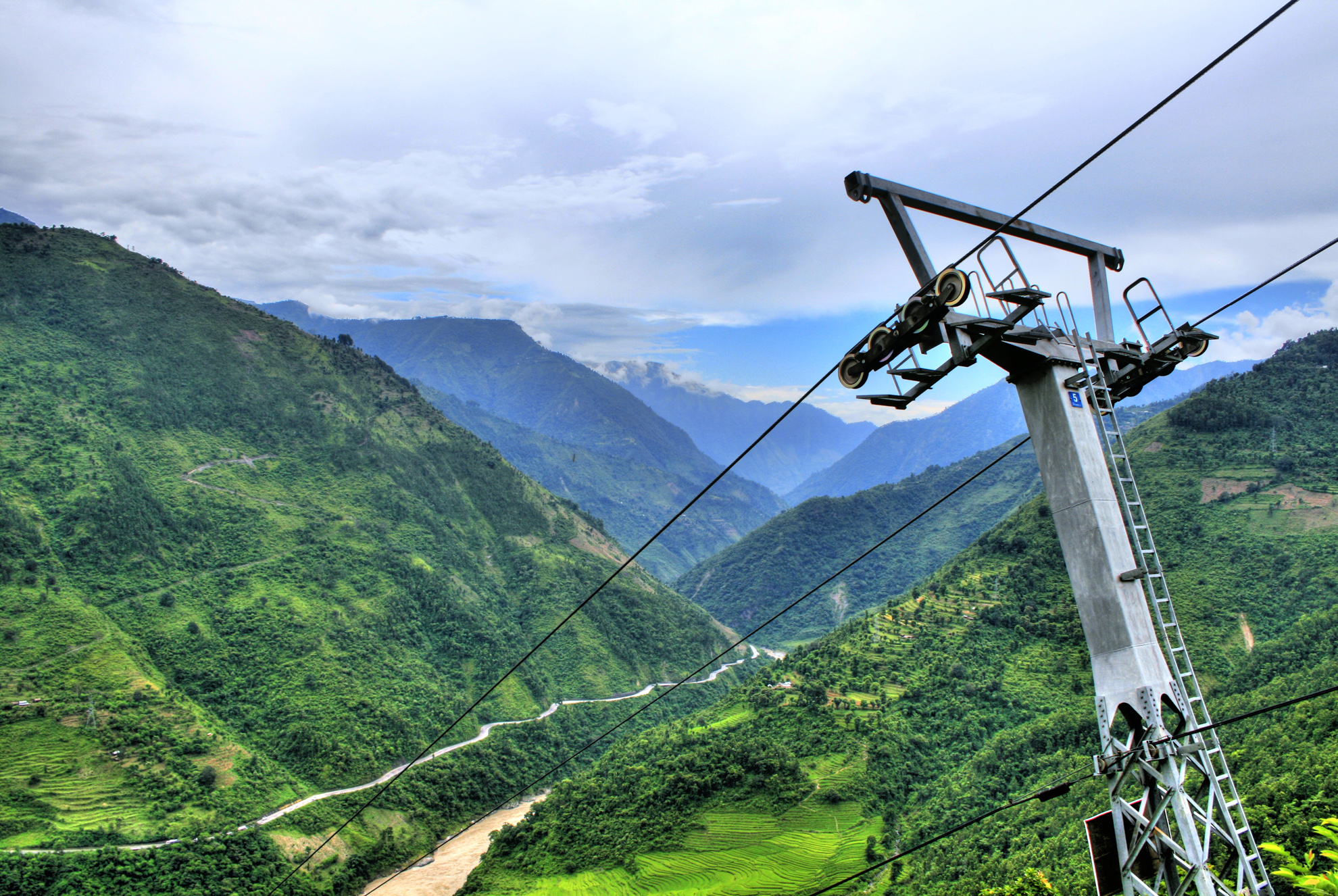
Die Seilbahn zum Manakamana-Tempel
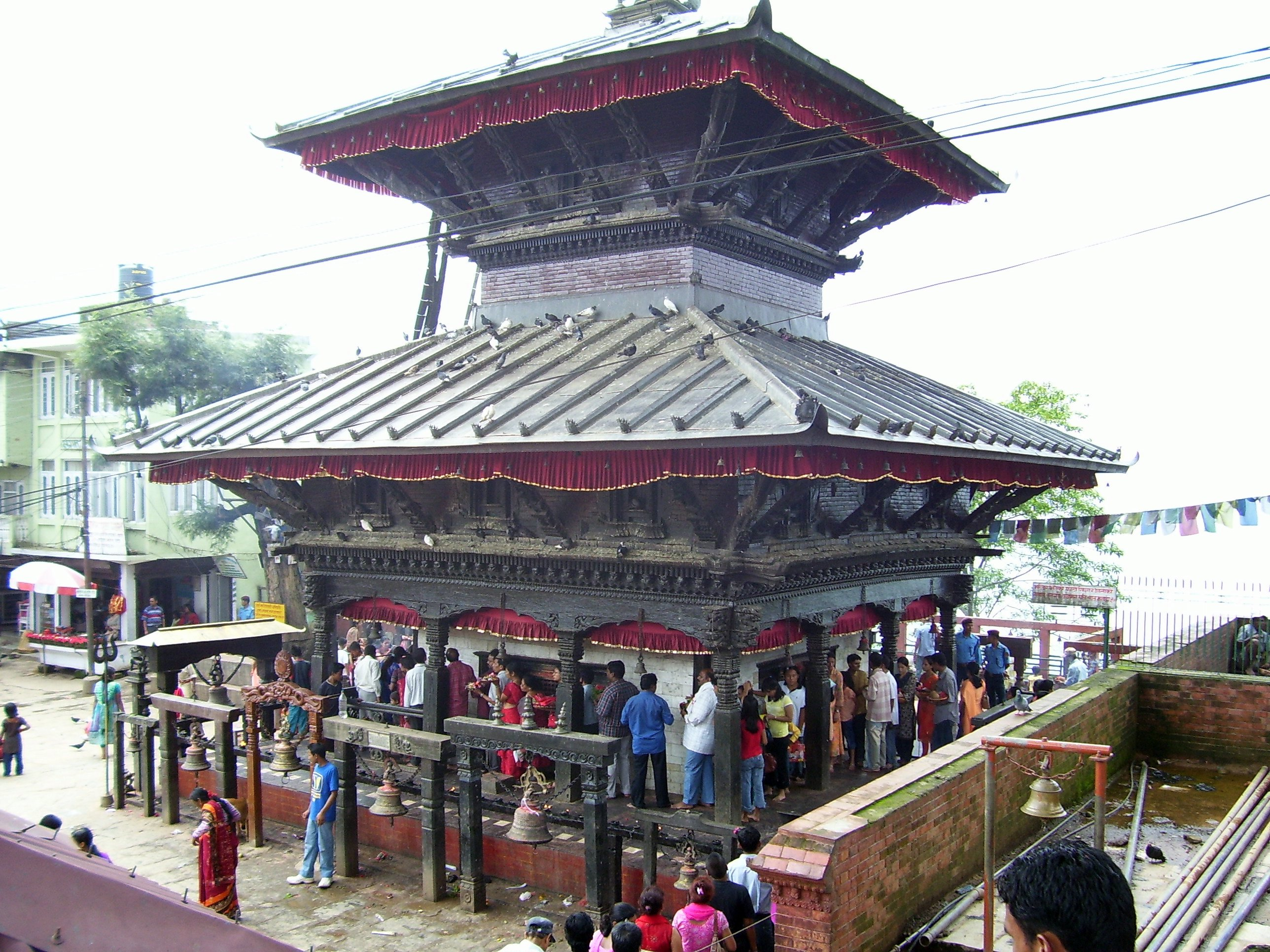
Der Manakamana-Temple
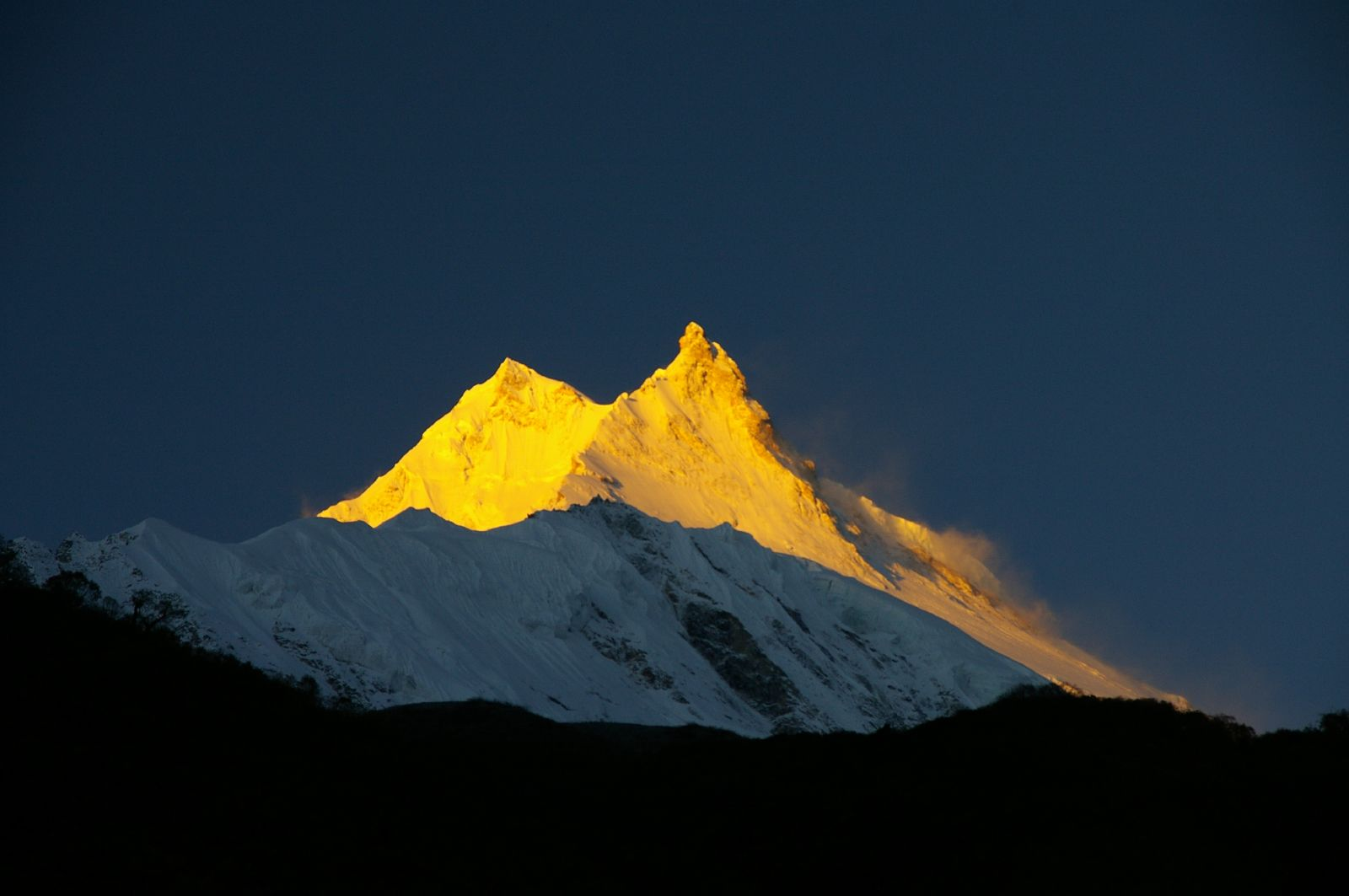
Der Manaslu, der höchste Gipfel im Distrikt Gorkha